# Avenida Mutinga
A Avenida Mutinga é uma das principais avenidas dos distritos de Pirituba, São Domingos e Jaraguá, na cidade de São Paulo, Brasil. Inicia-se na Estação de Pirituba da Estrada de Ferro Santos-Jundiaí, atravessa a Rodovia dos Bandeirantes e Anhangüera e termina na Avenida dos Remédios, junto ao Ribeirão Vermelho, já na divisa com o município de Osasco.